# Amtsgericht Roding
Das Amtsgericht Roding war ein von 1879 bis 1973 bestehendes Amtsgericht in Roding in Bayern.

## Geschichte
In den Jahren 1838 und 1839 wurde von dem aus dem ehemaligen Pflegamt Wetterfeld hervorgegangenen Landgericht Roding das Landgericht (ä. O.) Nittenau abgespalten.
Mit Wirkung vom 1. Juli 1862 wurde das Bezirksamt Roding als reine Verwaltungsbehörde eingerichtet, die bis dahin bestehende Verflechtung von Rechtspflege und Verwaltung im unteren Verwaltungsbereich wurde aufgehoben. Als Eingangsinstanz der niederen Gerichtsbarkeit wurden die weiter bestehenden Landgerichte 1879 durch das Gerichtsverfassungsgesetz reichseinheitlich in Amtsgericht umbenannt. Das Landgericht in Falkenstein wurde dabei dem Gericht in Roding zugeordnet. Das Amtsgericht Nittenau war ab 1956 Außenstelle des Amtsgerichts Roding. 
Das Amtsgericht Roding wurde zum 1. Juli 1973 in eine Zweigstelle des Amtsgerichts Cham umgewandelt. Diese bestand noch bis Ende Juli 2007.